# Маврикий на летних Олимпийских играх 1988
Маврикий принимал участие в Летних Олимпийских играх 1988 года в Сеуле (Республика Корея) во второй раз за свою историю, но не завоевал ни одной медали. Сборную страны представляли 2 женщины.